# Bloque Nacionalista Galego
Der Bloque Nacionalista Galego (BNG, spanisch: Bloque Nacionalista Gallego, deutsch: Galicischer Nationalistischer Block) ist eine 1982 gegründete politische Partei in Spanien. Es handelt sich um eine Gruppe von linken nationalistischen Parteien in Galicien; sie verteidigt die galicische Sprache. Sie tritt als regionale Organisation für die Autonomie der Region Galicien ein und war bis 2009 Teil der galicischen Regierungskoalition.
Der allmähliche Aufstieg der Partei in den 1980er und 1990er Jahren erreichte seinen Höhepunkt in den galicischen Regionalwahlen von 1997, bei denen sie mit 24,8 % der Stimmen zur zweitstärksten Partei nach der konservativen Volkspartei (PP) und noch vor den galicischen Sozialisten (PSdeG, einer Unterorganisation der PSOE) wurde.
Seitdem erfuhr die Partei jedoch wiederholt Stimmenverluste; in den Regionalwahlen 2005 erreichte sie nur noch 13 Sitze (19 % der Stimmen). Allerdings verlor in denselben Wahlen die PP die absolute Mehrheit, die sie zuvor besessen hatte. Dies ermöglichte die Bildung einer Koalitionsregierung zwischen PSdeG-PSOE und BNG. Bei den Regionalwahlen am 1. März 2009 kam der BNG nur noch auf 16 % der Stimmen und 12 Sitze, während die PP die absolute Mehrheit zurückgewann. Bei den Wahlen 2024 gewann die Partei 25 der 75 Mandate. Durch das schwache Abschneiden der PSdeG (9 Sitze) erlangte jedoch die PP (40 Sitze) erneut die absolute Mehrheit, so dass es zu keiner Regierungsbeteiligung kam.
Bei den spanischen Parlamentswahlen 2004, 2008 sowie 2011 gewann der BNG jeweils zwei Abgeordnetensitze im spanischen Abgeordnetenkongress. Bei der Wahl 2015 verlor der BNG seine beiden Mandate. Bei den Wahlen im November 2019 gelang dem Bloque mit einem Sitz die Rückkehr in die Cortes Generales.
Auf europäischer Ebene ist sie Teil der Europäischen Freien Allianz (EFA), eines Bündnisses regionalistischer Parteien. Im Rahmen dieser Allianz tritt sie gemeinsam mit weiteren spanischen Parteien – Eusko Alkartasuna (EA), Esquerra Republicana de Catalunya (ERC), Partido Andalucista und Chunta Aragonesista – zu Europawahlen an. Im Europaparlament stellte der BNG dabei in der Wahlperiode 1999–2004 einen Abgeordneten; bei der Europawahl 2004 erreichte die spanische EFA-Listenverbindung insgesamt nur einen Sitz im Europaparlament, der zunächst von Bernat Joan i Marí (ERC), ab Juni 2007 von Mikel Irujo (EA) eingenommen wurde.